# عصفور الملك منشعب الذيل
عصفور الملك منشعب الذيل (الاسم العلمي: Tyrannus savana) (بالإنجليزية: Fork-tailed Flycatcher)‏ هو نوع من الطيور يتبع جنس عصفور الملك من فصيلة عصافير الملك.

## الإنتشار والبيئة
يتواجد هذا الطائر في عدد كبير من البيئات بما في ذلك المراعي والغابات الشاطئية والمناطق السكنية المفتوحة ذات الأشجار المُتناثرة. يصل مدى انتشار هذه الطيور من وسط المكسيك إلى وسط الأرجنتين، ويتم العثور عليه على مدار السنة، لكن في فصل الشتاء في المناطق الجنوبية يتراجع مداها نحو الشمال. وتُعرف هذه الأنواع من الطيور بالتجول بشكل واسع، ويحدث ذلك سنويا تقريبا في الساحل الشرقي للولايات المتحدة وكندا.
هذا النوع من عصافير الملك يبني أعشاشه بمناطق مُنخفضة على ارتفاع (1 - 10) م على الشجيرات والأشجار. الإناث تضع من 2 - 3 بيضات بالعادة.
يمتد منه ذيل طويل منشعب، ولونه أبيض من الأسفل ورمادي من الأعلى وذات رأس أسود. ويظهر شريط أصفر أحياناً في الذكور، ويكون ذيل الذكور متشعب وطويل جداً، والذيل أطول من نوع عصفور الملك المقصي الذيل، الإناث لها ذيل أقصر إلى حد ما، في حين أنه هو أقصر بكثير في الأحداث. طول الذكور 37-41 سم، وطول الإناث 28-30 سم مع الذيل. ويكون الوزن تقريباً 28-32 غرام.